# Paula Pequeno
Paula Renata Marques Pequeno, mais conhecida como Paula Pequeno (Brasília, 22 de janeiro de 1982), Bicampeã Olímpica (Pequim 2008 e Londres 2012) é uma jogadora de voleibol brasileira, na qual a última equipe que atuou no voleibol de quadra foi no Osasco Audax. Em 2019, depois de sair do confinamento do reality show Power Couple que é exibido pela RecordTV, ela resolveu sair do voleibol de quadra e ir para o vôlei de praia.  Foi uma atacante que exerceu a função de ponteira/passadora, tanto em clubes quanto pela Seleção Brasileira. Paula foi eleita por duas vezes a melhor jogadora de voleibol feminino do mundo (2005 e 2008). A única atleta brasileira a conquistar o título de MVP (melhor jogadora) de uma edição dos jogos Olímpicos.
07-08-2018

## História
O vôlei entrou na vida de Paula por influência de sua mãe e de seu irmão, que eram jogadores. Começou sua carreira nas quadras em sua cidade natal, Brasília, no clube Asbac. Em 1995 se transferiu para São Paulo para jogar no Nestlé, onde atuou com várias estrelas do voleibol feminino como Ana Moser.
Foi no Finasa/Osasco, clube que defendeu há nove anos, que Paula conseguiu os seus principais resultados, como o tricampeonato da Superliga, títulos estaduais e até internacionais.
Pela seleção brasileira, ganhou sua primeira chance em 2002, quando algumas das principais jogadoras do país deixaram o time em protesto contra o técnico Marco Aurélio Motta. Campeã mundial juvenil no ano anterior, Paula esteve presente no Mundial de 2002, quando o Brasil terminou em sétimo lugar.
Mesmo após a queda de Motta, em 2003, Paula continuou sendo chamada. A atleta era nome certo no grupo que disputaria as Olimpíadas de Atenas, em 2004, mas uma lesão no ligamento cruzado do joelho esquerdo a poucos meses dos Jogos na Grécia tirou-a da competição. Paula teve de assistir pela TV a Seleção Brasileira sendo surpreendida pela frieza da Seleção Russa na semifinal da Olimpíadas de Atenas. Naquela época muitos críticos do vôlei disseram que se Paula estivesse em Atenas teria feito aquele único ponto que faltava para a equipe brasileira vencer o 4° set, o que não passa de pura adivinhação.
O ano de 2005 marca a volta de Paula para a seleção feminina de vôlei, que conquistou na ocasião o título do Grand Prix, vencendo a final contra as italianas num eletrizante jogo vencido apenas no tie-break. Paula foi eleita naquele ano a melhor jogadora do mundo (MVP). Além do Grand Prix 2005, Paula disputou o Montreux Volley Masters vencendo a China que era a atual campeã olímpica. No final da temporada, a atleta anunciou que estava grávida. Assim, ficou outro ano afastada da seleção.
Após o nascimento da filha, Mel, Paula passou a treinar duro para conquistar uma vaga na equipe que disputaria o Mundial no Japão, em 2006. Mesmo sem ritmo de jogo, ela foi convocada pelo técnico José Roberto Guimarães. No torneio, Paula atuou pouco, mas teve papel fundamental na concentração do time que conquista do vice-campeonato mundial, no qual a Seleção Brasileira mais uma vez foi surpreendida pela Seleção Russa.
Em 2007 disputou os Jogos Pan-Americanos, obtendo o vice-campeonato e a medalha de prata, após uma derrota para as rivais cubanas num emocionante jogo decidido apenas no tie-break. Paula foi o destaque da partida com 21 acertos. Em novembro do mesmo ano disputou a Copa do Mundo de Vôlei no Japão faturando a medalha de prata.
Na temporada de 2008 pela seleção brasileira, conquistou o bicampeonato do Grand Prix que serviu como treino para serem feitos os últimos ajustes para os Jogos Olímpicos de 2008. Depois de algumas semanas Paula sagrou-se campeã olímpica, com a vitória na final sobre a Seleção Norte Americana, em campanha notável na qual a seleção brasileira perdeu apenas um set durante todo o campeonato. Foi premiada como a melhor jogadora do torneio olímpico de voleibol (MVP) estando entre as dez melhores jogadoras em todos os fundamentos do voleibol e entre as dez maiores pontuadoras do torneio.
Encerrando a temporada de 2008 pela seleção brasileira Paula conquistou a medalha de ouro na primeira edição do Torneio de Voleibol Final Four em Fortaleza - Brasil.
Em 2009 a vida de Paula é novamente marcada pela uma nova lesão no joelho esquerdo. Após conquistar o vice-campeonato da Superliga, Paula é submetida a mais uma cirurgia no joelho que a deixou afastada das quadras por três meses. Consequentemente Paula ficou de fora das convocações da Seleção Brasileira para a Copa Pan-Americana, Montreux Volley Masters e Grand Prix.
Na temporada de 2010, Paula se apresentou tardiamente aos treinos da Seleção Brasileira por conta das finas do Campeonato Russo. Chegou ao CT de Saquarema um pouco fora de forma devida a fraca preparação física aplicada na Rússia. Começou então na condição de reseva durante todo o Grand Prix dando lugar a Jaqueline. Na fase final da competição por conta da contusão de Mari, Paula retoma o lugar de titular na partida contra os Estados Unidos mas no 4° set do jogo Paula sofre uma contusão nos ligamentos do tornozelo esquerdo. Precisou então ficar parada durante um mês e passou a ser uma incógnita para o Campeonato Mundial no Japão.
Acabou sendo cortada do Campeonato Mundial, causando uma imensa tristeza de suas companheiras e dos torcedores brasileiros que esperavam ver mais uma vez Paula Pequeno brilhando em quadra.
No ano de 2011, ganhou o ouro nos jogos Pan-americanos, de novo contra as cubanas, mas dessa vez ganhando em outro tie-break
Na Copa do Mundo de Vôlei, foi a estrela do Brasil ao lado de Sheilla, virando quase todas as bolas em que era acionada. O Brasil acabou terminando na 5ª colocação e adiando sua vaga nas Olimpíadas de Londres.
Em 2012, esteve entre as 12 jogadoras que disputaram o pré-olímpico que confirmou o Brasil nos Jogos Olímpicos de Verão de 2012. Disputou o Grand Prix de 2012, em que o Brasil foi vice-campeão, sendo superado pelos EUA. Foi a brasileira mais bem colocada nas estatísticas de recepção, a 3ª maior pontuadora brasileira, 2ª melhor atacante e 2ª melhor defensora.
Em Londres 2012,começou como titular mas acabou  perdendo sua titularidade para Fernanda Garay, mesmo assim assegurou o seu bicampeonato olímpico.

## Clubes
Paula Pequeno iniciou sua carreira em clubes em 1994 pelo então time juvenil do ASBAC-DF (Associação dos Servidores do Banco Central do Brasil Distrito Federal), onde jogou por três anos. Em 1997, se transferiu para o estado de São Paulo onde defendeu o Leite Moça/Sorocaba e mais tarde em 1998 defendeu o Dayvit, ambos times então pertencentes a categoria adulta.
Em 1999, aos 17 anos Paula passa a integrar o time do BCN Osasco, que mais tarde veio a se tornar Finasa Osasco e posteriormente Sollys Osasco. Paula permaneceu na equipe paulista por dez anos jogando, no total, onde chegou a disputar em nove temporadas na Superliga. Paula conquistou títulos nacionais na Superliga Brasileira de Voleibol Feminino, na Copa Brasil de Voleibol Feminino, no Campeonato Paulista de Voleibol Feminino e em torneios internacionais como o Campeonato Russo de Voleibol Feminino, Salonpas Cup e Top Vôlei. Além de inúmeros prêmios individuais e homenagens de seus fãs e torcedores do time paulista. Paula é considerada por muitos como a "cara" da equipe paulista de voleibol feminino da cidade de Osasco .
No dia 19 de abril de 2009 a equipe feminina de voleibol Finasa Osasco conquistou o vice-campeonato da Superliga Brasileira de Voleibol Feminino de 2008–09. No entanto poucos dias depois, o banco Finasa anunciou em abril de 2009 a extinção da equipe feminina de voleibol adulta de Osasco, alegando que a partir daquele momento só passaria a investir em projetos sociais e nas categorias de base. Em setembro de 2009, a equipe feminina de voleibol da cidade de Osasco, ganhou um novo patrocinador, que partiu da empresa multinacional de alimentos e bebidas Nestlé. Assim a equipe de voleibol feminino da cidade de Osasco, foi batizada com o nome de Sollys Osasco, no qual a marca Sollys é uma bebida  a base de soja produzida pela Nestlé.
No entanto Paula resolveu dar preferências a ir jogar na Europa, assinando contrato com a equipe russa Zarechie Odintsovo, no final do ano de 2009. Paula teve como companheira de equipe na Rússia, a jogadora da seleção brasileira Walewska Oliveira. Apesar da difícil adaptação à Rússia, ao frio intenso do país, e a língua e ao demorado entrosamento da equipe, Paula perdeu o título na final da "Copa Russa de Voleibol Feminino" em dezembro de 2009, para o Dinamo Moscou.. Entretanto alguns meses depois, em maio de 2010 , a equipe feminina de voleibol de Paula enfrentou a mesma equipe do Dínamo Moscou, na final do Campeonato Russo de Voleibol Feminino. Foi então realizada a final do Campeonato Russo de melhor de cinco jogos contra o  Dínamo Moscou. O título só foi decidido no quinto jogo, numa partida eletrizante decidida apenas no tie-break, na qual o Zarechie Odintsovo levou a melhor.
Após a passagem pelo voleibol russo, Paula recebeu várias propostas de clubes da Europa e Ásia. Ao expor a sua vontade de voltar a defender clubes brasileiros, Paula recebeu uma sondagem da equipe paulista do "Vôlei Futuro" da cidade de Araçatuba. Em novembro de 2010, a equipe de voleibol feminino do interior paulista acertou a contratação das jogadoras de voleibol Fabiana e Joycinha.  Nesta mesma época (novembro de 2010), Paula então foi contratada pela equipe do "Vôlei Futuro".  A jogadora então passa a defender a equipe do interior paulista por duas temporadas.
Em junho de  2012, Paula deixa a equipe do "Vôlei Futuro" e assina contrato com o clube turco Fenerbahçe, onde jogou ao lado de sua companheira de seleção brasileira Marianne Steinbrecher, que é mais como conhecida do "Mari". 
Em 2013 acerta seu retorno ao Brasil para jogar novamente na sua cidade-natal, permanecendo até o ano de 2017.
Em 2017 Paula acertou sua mudança para a Equipe do Vôlei Bauru onde permaneceu por uma temporada.
Atua atualmente no Vôlei Osasco
| Clube              | País    | De   | Até  |
| ------------------ | ------- | ---- | ---- |
| ASBAC              | Brasil  | 1994 | 1997 |
| Leites Nestlé      | Brasil  | 1997 | 1998 |
| Dayvit             | Brasil  | 1998 | 1998 |
| Osasco             | Brasil  | 1999 | 2009 |
| Zarechie Odintsovo | Rússia  | 2009 | 2010 |
| Vôlei Futuro       | Brasil  | 2010 | 2012 |
| Fenerbahçe         | Turquia | 2012 | 2013 |
| Brasília Vôlei     | Brasil  | 2013 | 2017 |
| Vôlei Bauru        | Brasil  | 2017 | 2018 |
| Osasco Audax       | Brasil  | 2018 | 2019 |

## Títulos

### Pela Seleção Brasileira

#### Juvenil
- Campeã do Campeonato Sul-americano de Voleibol Feminino Sub-20 2000
- Campeã do Campeonato Mundial de Voleibol feminino sub-20 2001

#### Adulta
- Campeã do Campeonato Sul-Americano de Voleibol Feminino -  2003
- Vice-campeã da Copa do Mundo de Vôlei -  2003
- Campeã do Grand Prix -  2005
- Campeã do Montreux Volley Masters -  2005
- Campeã do Torneio de Courmayeur -  2005
- Vice-campeã do Campeonato Mundial de Voleibol - 2006
- Vice-campeã do Jogos Pan-Americanos -  2007
- Campeã do Campeonato Sul-Americano de Voleibol Feminino -  2007
- Vice-campeã da Copa do Mundo de Vôlei -  2007
- Campeã do Grand Prix -  2008
- Campeã dos Jogos Olímpicos de Pequim -  2008
- Campeã do Torneio de Voleibol Final Four -  2008
- Campeã do Campeonato Sul-Americano de Voleibol Feminino -  Porto Alegre 2009
- Vice-campeã da Copa dos Campeões - Japão 2009
- Vice-campeã do Grand Prix de Vôlei -  Ningbo 2010
- Campeã da Copa Pan-Americana de Voleibol Feminino -  2011
- Vice-campeã do Grand Prix de Vôlei -  Macau 2011
- Campeã do Jogos Pan-Americanos -  2011
- Vice-campeã do Grand Prix de Vôlei -  Ningbo 2012
- Campeã dos Jogos Olímpicos de Londres -  2012

### Clubes
Leite Moça/Jundiaí
- Campeã do Sul-americano de Clubes -  1997
- Campeã do Campeonato Paulista - 1997
- Vice-campeã da Superliga -  97/98

Finasa/Osasco
- Octacampeã do Campeonato Paulista de Voleibol Feminino

2001, 2002, 2003, 2004, 2006, 2007, 2008 e 2009
- Tricampeã da Superliga

02/03, 03/04, 04/05
- Campeã da Copa Brasil de Vôlei

2008
- Tricampeã da Salonpas Cup

2002, 2005 e 2008
- Campeã da Copa São Paulo de Vôlei 2006
- Vice-campeã da Superliga

01/02, 05/06, 06/07, 07/08 e 08/09
- Vice-campeã da Copa Brasil de Vôlei

2007
Zarechie Odintsovo/Toyota
- Vice-campeã da Copa Russa 2009
- Campeã do Campeonato Russo de Voleibol 2009/2010

Volei Futuro/Reunidas
- Campeã Jogos do Interior Santos 2010
- Vice-campeã Campeonato Paulista 2010
- Vice-campeã do Torneio Top Volley 2010
- Bronze Superliga 2010/2011
- Campeã do Campeonato Paulista - 2011
- Bronze Superliga 2011/2012

## Prêmios individuais

### Seleção Brasileira
- A única atleta brasileira a conquistar o título de MVP (melhor jogadora) de uma edição dos jogos Olímpicos em Pequim 2008.
- Melhor atacante do Campeonato Sul-americano Juvenil de Voleibol Feminino - 2000
- Jogadora mais impressionante Copa do Mundo de Voleibol - 2003
- MVP do Grand Prix - 2005 ( 3° melhor pontuadora, 9° melhor atacante, 11° melhor bloqueadora, 7° melhor defensora e 6° melhor passadora)
- MVP do Campeonato Sul-americano de Voleibol Feminino - 2007
- MVP das Olimpíadas de Pequim - 2008 ( 7° melhor pontuadora, 4° melhor atacante, 4° melhor bloqueadora e 9° melhor defensora)

### Clubes
- Melhor Atacante da Superliga 2007
- MVP da Copa Brasil de Vôlei - 2007
- MVP da Copa Brasil de Vôlei - 2008
- Dentre vários prêmios de melhor em quadra.

### Imprensa
- Troféu Melhor do Vôlei 2008
- Título de cidadã Osasquense 2009

## Reality show
Em 2019, Paula integrou o elenco de participantes da quarta temporada do reality show Power Couple que é exibido pela RecordTV,  juntamente com o seu marido, o ex- atleta profissional de handebol Alexandre Folhas. O casal acabou ficando na 6º lugar na competição. 
Em 2020, Paula participou de um outro reality show que foi um episódio da segunda temporada do Troca de Esposas que é exibido pela RecordTV. Paula participou então neste episódio do reality show com a escritora Fabiana Escobar, que também é conhecida como "Bibi Perigosa". Neste episódio do reality show a escritora Fabiana Escobar foi para a residência de Paula, localizada na cidade de Osasco (que faz parte da Região Metropolitana de São Paulo), na qual então conviveu com a família de Paula, entre eles o ex- atleta profissional de handebol Alexandre Folhas (marido de Paula).  Fabiana Escobar
viveu alguns dias com a família de Paula, na qual chegou a participar dos treinos de vôlei de praia ao lado da jogadora Marianne Steinbrecher, que é mais como conhecida do "Mari", na época então parceira de Paula nas quadras de areia.  Em contrapartida, Paula foi então para a residência da escritora Fabiana Escobar, localizada na favela da Rocinha que fica no município do Rio de Janeiro, na qual então conviveu com a família de Fabiana. Na capital fluminense, Paula chegou a andar de moto e até dançar em um baile funk. 